# Archosauria
Anas platyrhynchos (un oiseau),

Tyrannosaurus rex (un dinosaure saurischien)

Dimorphodon macronyx (un ptérosaure)

Triceratops horridus (un dinosaure ornitischien)

Saurosuchus galilei (un rauisuchien)

Crocodylus niloticus (un crocodilien)

Deinonychus antirrhopus (un dinosaure saurischien)

Clade
Clades de rang inférieur
- Avemetatarsalia (la branche des oiseaux)
- Pseudosuchia (la branche des crocodiliens)
- † Albisaurus
- † Avipes
- † Incertovenator ?
- † Palaeosaurus
- † Picrodon
- † Sikannisuchus
- † Smok
- † Zanclodon

Synonymes
- Avesuchia Benton, 1999
- Arctopoda Haeckel, 1895

Les archosauriens (Archosauria) sont un clade de diapsides regroupant les crocodiliens et les oiseaux, ainsi qu'un grand nombre de groupes disparus, comme les ptérosaures et les dinosaures non aviens.
L'avènement de la cladistique a montré la non-pertinence zoologique du groupe des reptiles.  [réf. nécessaire]
Les archosauriens sont définis comme le groupe-couronne des crocodiliens et des oiseaux, appartenant (avec d'autres espèces fossiles) aux Archosauromorpha, groupe frère des Lepidosauromorpha (qui inclut les Lepidosauria, représentant la plupart des reptiles actuels, mais aussi les Sauropterygia, des « reptiles » marins préhistoriques).

## Membres
- les Pseudosuchia ("crocodiles" fossiles et crocodiliens actuels – crocodiles, alligators et gavials) ;
- les Dinosauria (représentés aujourd'hui par les oiseaux, seuls survivants actuels) ;
- les Pterosauria (ptéranodon, ptérodactyle, etc), taxon éteint.

## Principaux caractères dérivés propres
- existence d'une fenêtre antéorbitaire (ou préorbitale), disparaissant secondairement chez les crocodiliens et fusionnant avec l'orbite chez les oiseaux ;
- existence d'une fenêtre latéro-postérieure, sur la mandibule, bien visible chez les crocodiliens, absente chez certains oiseaux ;
- présence d'un estomac musculeux, le gésier ;
- présence d'une membrane nictitante, protégeant l'œil ;
- compression latérale des dents chez les dinosaures, les crocodiles et les oiseaux dentés (Archaeopteryx) ;
- système respiratoire à flux unidirectionnel.

Crâne de triapside qui possède trois paires de fenêtres temporales. Deux fosses temporales (inférieure et supérieure) et une fosse antéorbitaire.

## Phylogénie

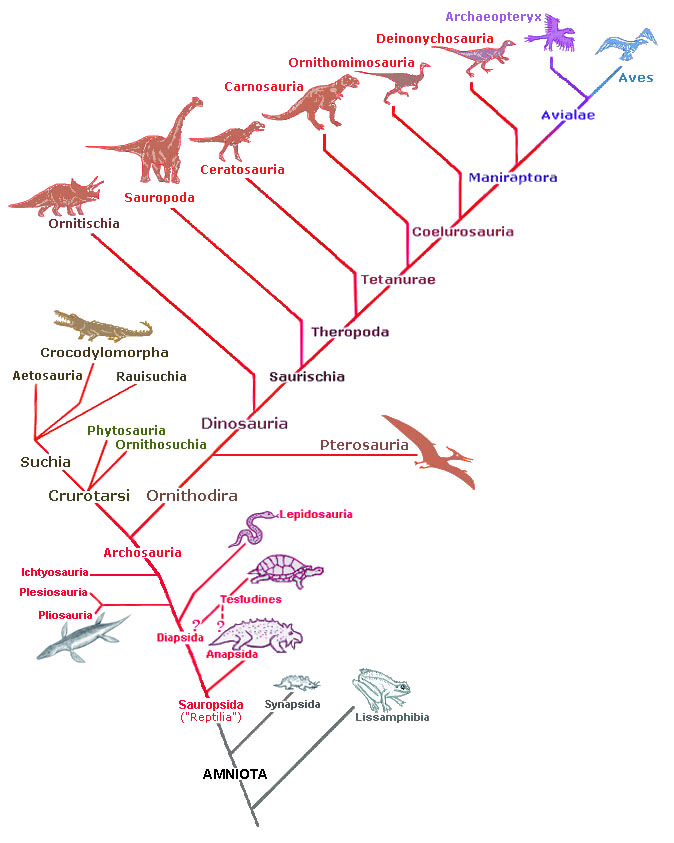
Cladogramme des amniotes.

```
Avesuchia

  --
Archosauria

        |--
Pseudosuchia

        |     |-?
Ctenosauriscidae

        |     `--
Crocodylotarsi

        |           |--
Ornithosuchidae

        |           `--+--
Phytosauria

        |              `--
Suchia

        |                    |--
Prestosuchidae

        |                    `--
Rauisuchiformes

        |                          |--
Aetosauria

        |                          `--
Rauisuchia

        |                                |--
Rauisuchidae

        |                                `--+--
Paracrocodylomorpha

        |                                   `--
Crocodylomorpha
 
        |                                        (
crocodiliens
)
        `--
Ornithodira

              |--
Pterosauromorpha

              |       |--
Scleromochlus

              |       `--
Pterosauria

              `--
Dinosauromorpha

                 `--
Dinosauriformes

                    `--
Dinosauria

                           |--
Ornithischia

                           `--
Saurischia

                              `--
Aves
 (
Oiseau
)
```